# Pterygotus
pterygotus era um artrópode  da ordem dos euriptéridos, também conhecidos como escorpiões marinhos, que viveu no Siluriano, entre 440 e 410 milhões de anos atrás. O Pterygotus já foi considerado o maior dos escopião marinhos, podendo crescer até ultrapassar o tamanho de um homem, porém em 2007 foi encontrado um fóssil de Jaekelopterus rhenaniae, no sudoeste da Alemanha que, acretida-se, media mais de 2,5 metros de comprimento, portanto ainda maior que o maior Pterygotus.
Antes dos peixes se tornarem os donos dos mares, os escorpiões marinhos foram os predadores dominantes. O Pterygotus, assim como outros escorpiões-marinhos, podia caminhar em terra, pois tinha um tipo de pulmão primitivo. Alimentava-se de peixes. Apesar de serem conhecidos como "escorpiões do mar", os euriptéridos não tinham um ferrão no final da cauda, sendo que esta era usada apenas para impulsionar o animal enquanto nadava, com movimentos verticais (como fazem as atuais baleias). Como seus parentes terrestres, tinha duas pinças, parecidas com as dos caranguejos de hoje em dia, que usava para dominar suas presas. Usava o quinto par de pernas, que era modificado, como uma espécie de estabilizadores enquanto nadava(euramerica).

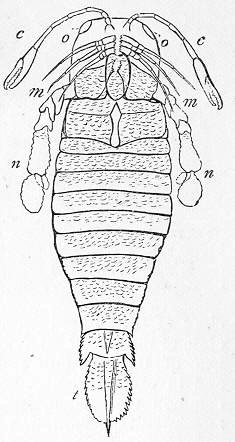
Desenho da reconstiruição de Pterygotus anglicus